# Setenés
Setenés (em grego clássico: Séthenes), Senedje ou Senede foi um antigo faraó que pode ter governado na II dinastia. Sua posição histórica permanece incerta. Seu nome está incluído nas listas de reis do Período Raméssida. Não se sabe quanto tempo reinou o Egito. O Cânone de Turim dá a ele 70 anos, enquanto o historiador Manetão afirma que governou por 41 anos. Diante da incerteza quanto ao seu reinado, por vezes foi associado a ao menos um dos outros faraós conhecidos do período. Possivelmente pode ter vivido num momento no qual o Egito estava dividido em dois reinos, no Alto e Baixo Egito respectivamente, um fenômeno provavelmente iniciado sob Binótris.

## Identidade

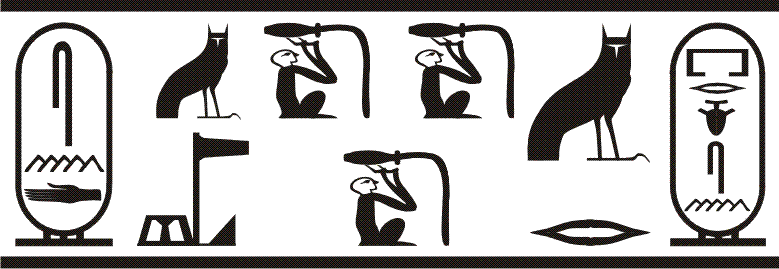
Inscrição na porta falsa da mastaba de Xeri

## Reinado

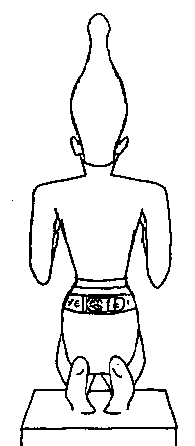
Costas da estatueta de bronze com seu nome